# Goshin

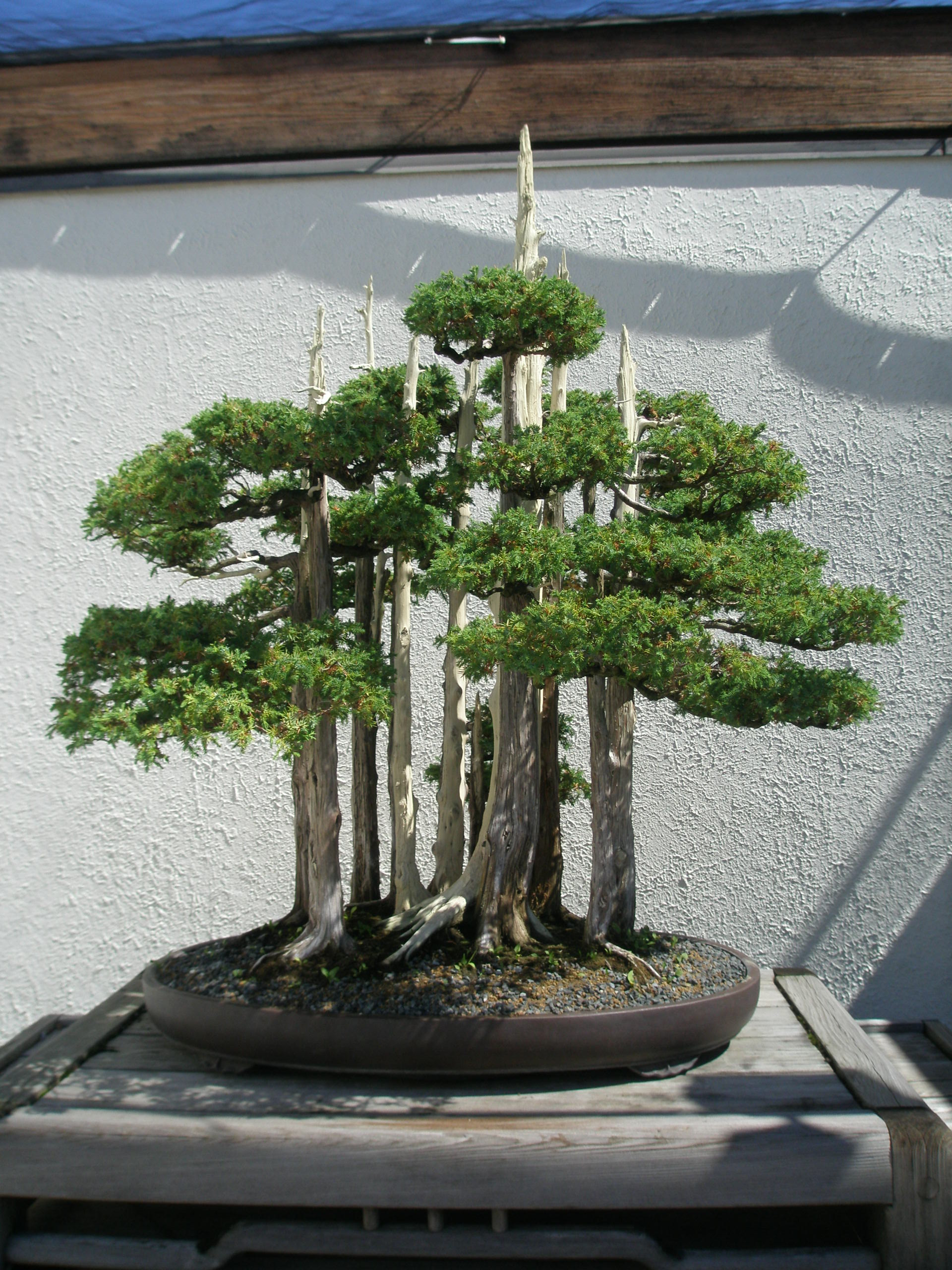
Obra-prima de John Naka, Goshin, está em exposição no Arboretum Nacional de Estados Unidos.

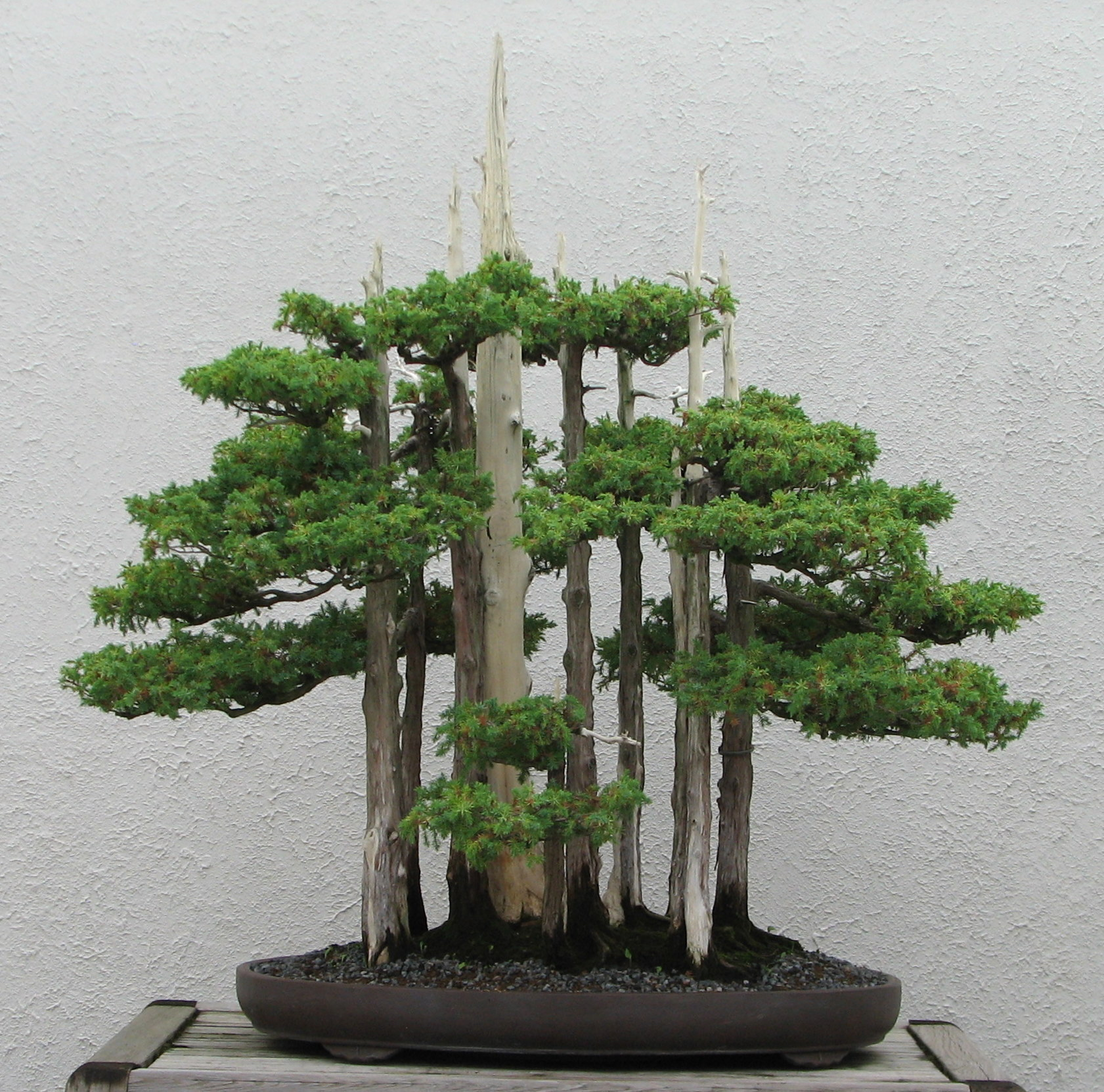
Vista detrás do Goshin relativamente à sua apresentação usual.

Naka ao lado do seu Goshin. Data de maio de 2003 no National Arboretum, Washington, D.C.

Goshin (護神, "protector de espíritos") é um bonsai criado pelo horticultor americano John Y. Naka. Trata-se de um plantio florestal de onze árvores de juníperos chinês (Juniperus chinensis 'Foemina'), o mais antigo dos bonsai que Naka começou a cultivar, em 1948. Este foi doado à Fundação Nacional de Bonsai em 1984, para ser exibido no Arboretum Nacional dos Estados Unidos, permanecendo lá desde então. Cada uma das árvores representa os netos de Naka.

## História
Naka deu início ao cultivo com as primeiras duas árvores, das onze que acabariam por completar o Goshin, em 1948. O horticultor criou o "estilo das duas árvores" utilizando dois juníperos chinês (Juniperus chinensis 'Foemina') de igual estatura. Em 1953, Naka criou um estilo Chokkan (na forma vertical) Foeminia, durante uma demonstração para a sua turma de bonsai. Adquiriu também uma árvore mais alta (a maior e a principal árvore do bonsai) que foi replantada no solo e gradualmente afilada, dado-lhe a forma desejada; a árvore ficou pronta para ser exibida em 1960.
O seu formato enquanto plantio florestal foi alcançado em 1964. Inspirado numa floresta de criptomérias perto de um santuário no Japão, Naka primeiro combinou as quatro árvores que já havia desenvolvido numa composição única de 1,2 metros de altura. Pouco tempo depois acrescentou mais três árvores, criando uma floresta bonsai composta por sete plantas lenhosas. Naka viu-se também forçado a alterar o pote para assegurar uma adequada drenagem - visto que o recipiente anterior tinha já provocado a morte de uma das árvores e das suas repetidas substitutas. Nesta época, Naka era avô de sete netos, os quais passaram a ser representados por cada uma das árvores. Por insistência de colegas - artistas da criação de bonsais -, Naka deu um nome ao conjunto; designando-o de Goshin, que significa "protector do espírito", em referência ao santuário da floresta onde se inspirou. Em 1973, Naka tinha já onze netos, o que motivou a que aumentasse o número de árvores do Goshin.
Em 1984, o Goshin foi exibido na Philadelphia Flower Show, em meados de março, onde foi contemplado por cerca de 250 000 pessoas. Na conclusão do programa da exposição, Naka doou o Goshin à Federação Nacional de Bonsais (a qual Naka tinha auxiliado o seu lançamento em 1976), para ser exibido na nova construção do North American Pavilion (nomeado em sua honra) do National Bonsai & Penjing Museum, em Washington, D.C.. Desde 1984, o Goshin engraçou por repetidas vezes as capas de revistas de bonsai de renome, sendo um dos conjuntos mais conhecidos do ramo a nível mundial.
Naka regressou frequentemente a Washington para o check-in e supervisionamento da manutenção do Goshin, inclusive de um extenso trabalho realizado em 1999 sobre o objeto. Mais tarde, no mesmo ano, Naka criou outro bonsai florestal conhecido por Goshin Two. Após a morte de Naka em 2004, um site francês publicou um cartoon legendado com a seguinte citação (tradução): "Naka foi embora. Um sussurro de espanto vagueia por entre os ramos do Goshin". O Goshin permanece no Arboretum Nacional dos Estados Unidos.